# 阿斯塔卢拉 (佛罗里达州)
阿斯塔卢拉（英語：Astatula），是美国佛罗里达州萊克縣下属的一座城镇。建立于1927年。面积约为5.7平方公里（约合2.2平方英里）。根据2010年美国人口普查，该市有人口1,810人。论人口在本州排行第293。